# JAMIC
Japan Migration and Colonization (JAMIC) foi uma empresa de colonização criada pelo governo do Japão para estimular a migração de japoneses para países da América Latina e Havaí. A empresa financiava a compra de terras e criação de colônias agrícolas.